# 심시티 (1989년 비디오 게임)
《심시티》(SimCity) 또는 《심시티 클래식》(SimCity Classic)은 도시 건설 시뮬레이션 비디오 게임의 하나로, 1989년 2월 2일 첫 출시되었으며, 윌 라이트가 설계하였고, 매킨토시 컴퓨터용으로 출시되었다. 심시티는 맥시스의 두 번째 제품으로 이후로 다양한 개인용 컴퓨터와 게임 콘솔에 포팅되어 왔으며 1993년의 《심시티 2000》, 1999년의 《심시티 3000》, 2003년의 《심시티 4》, 2007년의 《심시티 DS》, 《심시티 소사이어티》, 2013년의 《심시티》 등의 시퀄이 나오게 되었다. 2000년의 심즈 출시 전까지 심시티 시리즈는 맥시스가 개발한 가장 많이 팔린 컴퓨터 게임에 속하였다.
2008년 1월 10일, 심시티 소스 코드가 Micropolis의 자유 소프트웨어 GNU 일반 공중 사용 허가서 하에 공개되었다.

## 평가
| 평가                               |       |
| ---------------------------------- | ----- |
| 평론 점수 평론사 점수 올게임 [ 4 ] |       |
| 평론 점수                          |       |
| 평론사                             | 점수  |
| 올게임                             | [ 4 ] |

## 같이 보기
- 지방 자치체
- 도시 계획